# Xatrac menut pàl·lid
El xatrac menut pàl·lid
(Sternula nereis) és una espècie d'ocell de la família dels làrids (Laridae) que habita les costes i illes properes, de l'est i sud d'Austràlia, Tasmània i illes de l'estret de Bass.